# پناهگاه صخره‌ای بهمنیار
پناهگاه صخره‌ای بهمنیار مربوط به دوران پیش از تاریخ ایران باستان است و در کازرون، شمال شهر، سمت راست تنگ تیکاب واقع شده و این اثر در تاریخ ۲۲ مرداد ۱۳۸۴ با شمارهٔ ثبت ۱۳۳۲۰ به‌عنوان یکی از آثار ملی ایران به ثبت رسیده است.